# Thumby
Thumby (en danois: Tumby) est une commune de l'arrondissement de Rendsburg-Eckernförde, Land de Schleswig-Holstein.

## Géographie
La commune se situe sur la Schlei, dans la presqu'île de Schwansen. Elle se trouve sur la Bundesstraße 203, à 8 km au sud de Kappeln et à 12 km au nord d'Eckernförde.
Elle regroupe les quartiers de Börentwedt, Sensby et Sieseby.

## Histoire
Le village de Sieseby est mentionné pour la première fois en 1267 sous le nom de "Siceby", celui de Thumby en 1352.
L'église romane en pierre de Sieseby est construite au XIIe siècle.
Même encore aujourd'hui, une grande partie du territoire de la commune est la propriété de la Maison de Schleswig-Holstein-Sonderbourg, notamment le domaine de Bienebek.

## Jumelage
- Süderholz (Allemagne)

## Personnalités liées à la commune
- Johannes Otzen (1839–1911), architecte.
- Alexandra-Victoria de Schleswig-Holstein-Sonderbourg-Glücksbourg (1887-1957), princesse née au château de Grünholz.
- Ingeborg d'Oldenbourg (1901-1996), duchesse morte à Thumby.
- Ingeborg zu Schleswig-Holstein (1956-), peintre.